# Mingo

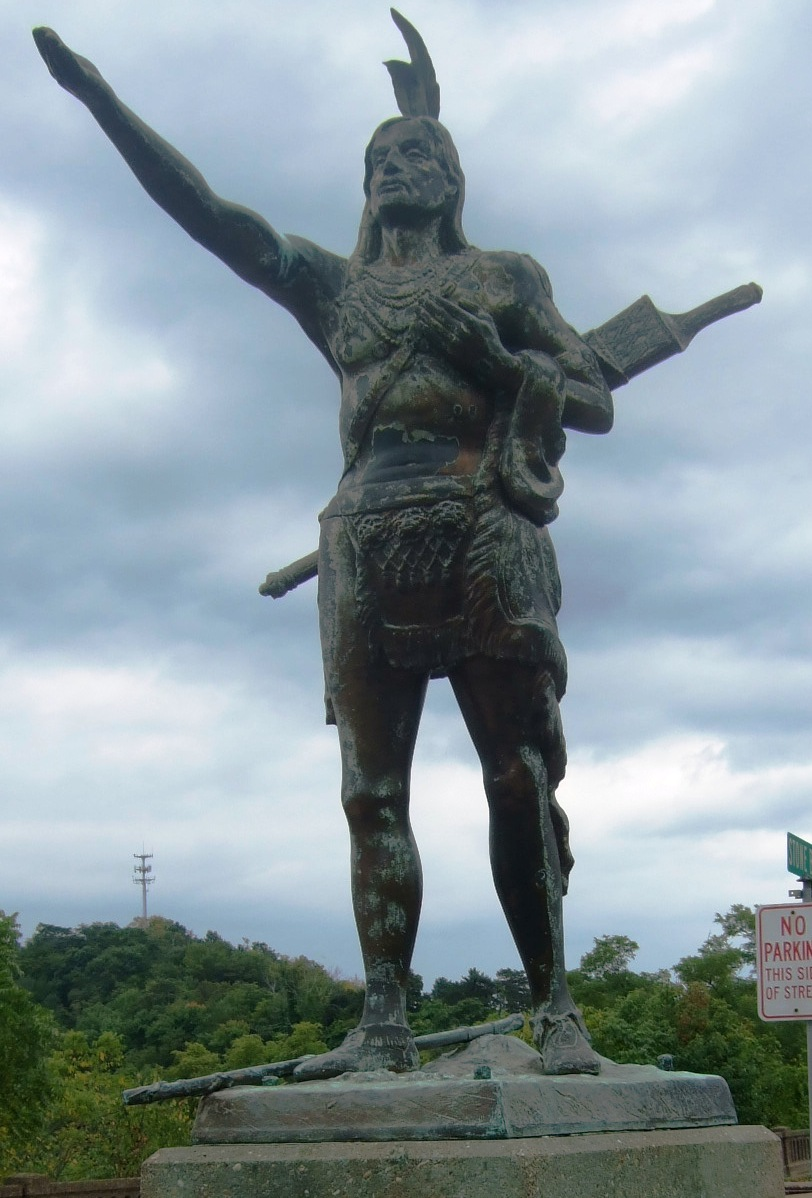
Estatua de "The Mingo" en la Carretera Nacional, Wheeling Hill en Wheeling, WV.

Para el jugador de fútbol véase: Mingo (futbolista)
Los mingo son un grupo de iroqueses que emigró al territorio del Ohio a mediados del siglo XVIII. El nombre procede de la adaptación inglesa de la palabra algonquina mingwe, que significa "sigiloso" o "traicionero". También se los conocía como Iroqueses de Ohio o Senecas de Ohio, por  tener muchos de sus miembros origen en esta tribu.

## Historia
Las gentes que fueron conocidas como mingo se trasladaron al territorio del Ohio a mediados del siglo XVIII para poblar unas tierras casi deshabitadas por décadas. Este grupo pertenecía a la Confederación iroquesa y por tanto los emigrantes eran de las tribus  cayuga, oneida, onondaga, mohawk y, sobre todo seneca. Esta migración se debió a la presión que ejercían los colonizadores europeos sobre estos grupos. Las ciudades de la zona del Ohio crecieron con una combinación de miembros de distintas tribus tanto de la Confederación como de fuera de ella (delaware, susquehannock, etc.).
Aunque los Iroqueses proclamaron su dominio sobre las tierras del Ohio, sus habitantes empezaron a actuar independientemente. Los mingos fueron en gran parte cristianizados por los colonizadores y poco a poco se fueron distanciando de los iroqueses, haciéndose con el tiempo más tendentes hacia posturas agresivas y hostiles contra los colonos. Al cabo de un tiempo los mingo se trasladaron a Kansas y, finalmente a Oklahoma.
Uno de los líderes mingo más famosos fue el Jefe James Logan, quien mantuvo buenas relaciones con los colonos blancos. Logan no era realmente un jefe, sino un líder de su poblado. En 1774, cuando las tensiones entre los indígenas y los blancos estaban aumentando debido a diversos encuentros violentos, la familia de Logan fue brutalmente asesinada por un grupo de delincuentes blancos. Pese a que le aconsejaron mantenerse, los líderes indios aceptaron que tenía derecho a la venganza. Logan se vengó con una serie de ataques con apenas una docena de guerreros. Pese a estos pequeños ataques no influyó demasiado en el devenir de la guerra. Durante las conferencias de paz dio un discurso que más que pedir la paz era un lamento por los suyos.
En 1830, los mingo mejoraron sus granjas del oeste del Ohio, donde estaba floreciendo su cultura. Sin embargo tras el Acta de Remoción de los Indios de ese año, fueron obligados a vender sus tierras y trasladarse a Kansas. Allí se unieron a los seneca y cayuga. Una vez más, en 1869, tras la guerra civil estadounidense tuvieron que trasladarse. Esta vez a Oklahoma. En 1881 se les unió un grupo de cayuga que venía de Canadá.
La cifra actual de mingos es de aproximadamente 5.000 personas y sigue manteniendo sus tradiciones culturales y sus lazos con la Confederación Iroquesa.

## Idioma
El idioma mingo (nombre nativo: Unyææshæötká') es una lengua iroquesa. Es un idioma polisintético con un muy difícil uso verbal muy parecido al idioma seneca.